# Ковёр из ветра
«Ковёр из ветра» (перс. فرش باد‎) — фильм снятый в 2003 году.

## Сюжет
Для японской религиозной церемонии необходим персидский ковёр. Глава семьи Макото заказывает ковёр в Исфахане, у своего делового партнёра Акбара, по рисунку, созданному его женой.
Жена Макото погибает в дорожном происшествии.
Макото и его дочь Сакура прилетают в Иран. Их встречает Акбар, в доме которого останавливаются гости. Но оказывается, что ковёр даже не начали делать, так как мастер был занят семейными заботами: перестройкой дома и детьми. Акбар долго не решается сказать Макото правду, но наконец его жена убеждает его сделать это. Обиженный Макото решает уехать, так как изготовление ковра занимает 3 месяца, а он необходим раньше. Родственник Акбара, Рузбе, неравнодушный к Сакуре, обещает, что их семья сделает ковёр за 20 дней, оставшиеся до отлёта.
Перераспределив домашние обязанности, семья работает день и ночь, преодолевая различные непредвиденные трудности с материалами.
Сакура, тяжело переживающая смерть матери, постепенно отогревается душой после общения с Рузбе, его друзьями и семьёй, несмотря на языковой барьер.
Ковёр был соткан к сроку и занял своё место в церемонии.

## Награды
- Специальная награда жюри на международном кинофестивале «Фаджр» 2003 года[источник не указан 3428 дней].